# Thierry Neuville
Thierry Neuville (* 16. června 1988 St. Vith) je belgický rallyeový závodník.
V roce 2013 bojoval o titul se Sébastienem Ogierem, měl mnoho podií a v Německu málem vyhrál, nebýt toho, že štěstí více přálo Danimu Sordovi z Citroënu. Thierry skončil mimo jiné celkově sedmý v JWRC 2010 s Citroënem C2 S1600. Ve WRC byl v roce 2013 nejlépe druhý a v roce 2012 skončil sedmý. Také závodil v IRC s týmy BF Goodrich Drivesr Team (2009) a Peugeot Team Bel-Lux a vozem Peugeot 207 S2000. V IRC skončil v roce 2009 neklasifikován, v roce 2010 devátý a 2011 pátý. Od roku 2014 jezdí u stáje Hyundai.  V roce 2024 se stal mistrem světa ve voze Hyundai i20N rally1 hybrid